# Kazuno
Kazuno (鹿角市; -shi) é uma cidade japonesa localizada na província de Akita.
Em 2003 a cidade tinha uma população estimada em 38 006 habitantes e uma densidade populacional de 53,73 h/km². Tem uma área total de 707,34 km².
Recebeu o estatuto de cidade a 1 de Abril de 1972.

## Cidades-irmãs
- Sopron, Hungria
- Wuwei, China